# James Dearden
James Dearden   (Londres, 14 de setembre de 1949) és un director de cinema i guionista anglès, fill de l'actriu escocesa Melissa Stribling i del director de cinema anglès Basil Dearden.Va dirigir nou pel·lícules entre 1977 i 2018. La seva pel·lícula Pascali's Island va ser introduïda al 41è Festival Internacional de Cinema de Canes.
Per escriure el guió d' Atracció fatal (1987), Dearden va rebre una nominació a l'Oscar al millor guió adaptat.
Dearden està casat amb l'actriu britànica Annabel Brooks.

## Filmografia
- The Contraption (1977)
- Panic (1978)
- Diversion (1980)
- The Cold Room (1984)
- Atracció fatal (1987) (guió, basat en Diversion; dirigidas per Adrian Lyne)
- Pascali's Island (1988)
- A Kiss Before Dying (1991)
- Rogue Trader (1999)
- Belle du Seigneur (2012)
- Christmas Survival (2018)
- Fatal Attraction (2023) (sèrie de televisió, basat en Fatal Attraction; coguionista dels episodis 1–2, 5)

## Teatre
- Fatal Attraction (2014)[5]